# La Passante du Sans-Souci (roman)
Cet article concerne le roman de Joseph Kessel. Pour le film de Jacques Rouffio de 1982, voir La Passante du Sans-Souci (film).
La Passante du Sans-Souci est un roman de Joseph Kessel paru en 1936 chez Gallimard, puis en 1955 en édition bibliophilique chez Lidis avec illustrations d'Yvette Alde. Il est adapté au cinéma par Jacques Rouffio en 1982.

## Résumé
Le narrateur, installé  au bistrot du Sans-Souci à Montmartre, observe, l'aube venue, une belle femme passant dans la rue d'un pas vif et paraissant perdue. Une irrésistible fascination pour elle le pousse alors à s'avancer à sa rencontre afin de lier connaissance. C'est ainsi qu'il découvre progressivement qu'elle se nomme Elsa Wiener et qu'elle a été contrainte de fuir l'Allemagne. Elle est accompagnée d'un enfant juif, Max, resté infirme à la suite de sévices qui lui ont été infligés par les nazis. Elle chante dans les cabarets la nuit et se retrouve seule, son mari ayant été déporté dans un camp de concentration.

## Contexte
Ce roman, au ton antifasciste, se déroule dans la capitale française à la fin des années folles et préfigure la montée du nazisme, tout en évoquant le monde « interlope » des noctambules de Pigalle.

## Adaptation au cinéma
- 1982 : La Passante du Sans-Souci[4], film français réalisé par Jacques Rouffio, avec Romy Schneider et Michel Piccoli comme interprètes principaux